# Australovenator wintonensis
Australovenator wintonensis („jižní lovec z Wintonu“) byl druh megaraptorního teropodního dinosaura, žijícího na území dnešní Austrálie v období přelomu spodní a svrchní křídy (cenoman, asi před 95 miliony let).

## Objev
Tento teropod je znám podle objevů částečně zachovalé lebeční i postkraniální kostry ze souvrství Winton a pravděpodobně i souvrství Eumeralla a Griman Creek. Materiál s označením AODL 604 byl formálně popsán paleontologem Scottem Hucknellem a jeho kolegy v roce 2009. Podle fylogenetické analýzy je A. wintonensis zřejmě blízce příbuzný například rodu Fukuiraptor a karcharodontosauridům.

## Popis
Šlo o středně velkého alosauroida s délkou kolem 6 metrů a hmotností asi 500 kg. Byl zřejmě hbitým lovcem. Autory popisu byl dokonce označen jako „gepard doby křídové“. Stejně jako většina ostatních teropodů byl také dvounohým masožravým tvorem. Lovil nejspíš středně velké dinosaury i jiné obratlovce. Blízce příbuzným rodem byl zřejmě další australský megaraptor Rapator.
Fosilie tohoto teropoda byly podrobeny výzkumu za pomoci vyspělých záznamových 3D technologií.